# Miguel de los Santos Álvarez
Miguel de los Santos Álvarez y Unzueta (Valladolid, 5 de julio de 1818-Madrid, 15 de noviembre de 1892) fue un escritor español perteneciente al Romanticismo.

## Biografía
Quedó huérfano a los diecisiete años, lo que inspiró sus primeros poemas. Estudió derecho en su ciudad natal, donde hizo amistad con José Zorrilla. Se trasladó a Madrid en 1836 y allí intimó con José de Espronceda. En Madrid figuró entre los asistentes a la tertulia de El Parnasillo (Espronceda, Mariano José de Larra y Patricio de la Escosura), haciéndose un lugar entre los elegidos, como demuestran sus colaboraciones en revistas como No me olvides. Cofundó además la revista El Pensamiento junto a sus amigos Eugenio Moreno, Espronceda y Antonio Ros de Olano. Su poema María (1840), henchido de escepticismo ante la vida, se hizo famoso porque Espronceda puso una de sus octavas reales como epígrafe del "Canto a Teresa" incluido en El diablo mundo, aparte de citar uno de sus versos. A partir de fines de 1841 ocupó cargos diplomáticos en varios países de América Latina y en Viena. Fue desterrado a Francia (1848-1852) por su participación en los sucesos revolucionarios. Gobernador de Valladolid en 1854, fue diplomático, en cuya labor fue ministro plenipotenciario del reino de España en Brasil y México; reeditó El diablo mundo de Espronceda en 1853 con una continuación suya. Colaboró en el ya citado No me olvides y en Semanario Pintoresco Español. Con Juan Valera fundó también el periódico satírico literario La Malva, periódico suave, aunque impolítico en Madrid el primero de noviembre de 1859, que dejó de publicarse el 25 de enero de 1860. Tomó parte en la tertulia de Marcelino Menéndez Pelayo. 
En su poesía lírica se muestra como un romántico decadente, sin alcanzar la ironía de los modelos byronianos que seguía, como Espronceda. Es el poeta de un amargo y profundo pesimismo resignado, ya que su queja no es la del rebelde, sino la del que se sabe condenado a sufrir. Solo se rompe esta condena levemente en su poema canción de 1838:
Hermosa mía, lloro
a más de enamorado, agradecido,
porque tú del tesoro
de amor, allá en mi pecho oscurecido,
sacaste la pasión con que te adoro!
Destacan sus poemas El mar y los dedicados al recuerdo de su amigo Espronceda, como A Jarifa, inspirado en el poema del mismo título de su amigo, en la que se consuela encontrando en ella el mismo dolor que aquel.
Publicó también unas Fábulas (1845). Destacó más bien en la prosa, donde fue autor de extraños relatos que recopiló en Tentativas literarias: cuentos en prosa (Madrid, 1864, con reediciones ampliadas posteriores) y donde mezcla humor negro y parodia, adoptando una técnica entre realista y clásica. Entre ellos son justamente famosos "El esqueleto vivo" y la novela corta La protección de un sastre, Madrid, 1840.
Existe un retrato y bosquejo biográfico de Miguel de los Santos Álvarez en los Retratos y apuntes literarios de Emilia Pardo Bazán, una anécdota sobre su estadía en Buenos Aires en 1844 en Entre Nos (1889) de Lucio V. Mansilla, y su obra ha sido estudiada por Salvador García Castañeda.